# MFZB
MFZB é o quarto álbum de estúdio da banda Zebrahead, lançado em 21 de Outubro de 2003.
As músicas "Falling Apart" e "Alone" foram incluídas no video game, WWE SmackDown! vs. RAW.

## Faixas
1. "Rescue Me" — 3:19
2. "Over The Edge" — 2:46
3. "Strength" — 3:26
4. "Hello Tomorrow" — 4:04
5. "The Set-Up" — 3:15
6. "Blur" — 3:39
7. "House Is Not My Home" — 3:21
8. "Into You" — 3:11
9. "Alone" — 2:19
10. "Expectations" — 3:43
11. "Falling Apart" — 3:10
12. "Let It Ride" — 3:09
13. "Type A" — 2:12
14. "Runaway" — 3:22
15. "Dear You (Far Away)" (Faixa escondida "The Fear" toca em 4:38) — 7:25

## Desempenho nas paradas musicais
| Parada musical (2003)                   | Posição |
| --------------------------------------- | ------- |
| Estados Unidos - Top Heatseekers        | 33      |
| Estados Unidos - Top Independent Albums | 33      |

## Créditos
- Justin Mauriello - Guitarra ritmica, vocal
- Ali Tabatabaee - Vocal
- Greg Bergdorf - Guitarra principal, Backing vocals
- Ben Osmundson - Baixo
- Ed Udhus - Bateria